# Без предел
„Без предел“ (на английски: Without Limits) е американска биографична спортна драма от 1998 г. на режисьора Робърт Таун по негов сценарий, с участието на Били Кръдъп, Доналд Съдърланд и Моника Потър.
Филмът е продуциран от Том Круз и Пола Уогнър и е разпространен от „Уорнър Брос“. Премиерата на филма излиза по кината в Съединените щати на 11 сепетмври 1998 г.